# Równowaga hydrostatyczna
Równowaga hydrostatyczna (równowaga dynamiczna) – stan równowagi materii, kiedy siła grawitacji jest zrównoważona przez siłę gradientu ciśnienia, działającą w odwrotnym kierunku.
Rozważmy pewną niewielką objętość {\displaystyle V} w której gęstość materii jest w przybliżeniu stała i wynosi {\displaystyle \rho .} Jeśli {\displaystyle z} określa odległość od środka układu grawitacyjnego zaś {\displaystyle g} jest przyspieszeniem grawitacyjnym (odpowiednikiem przyspieszenia ziemskiego), to warunkiem równowagi hydrostatycznej jest równość:
{\displaystyle \rho \,Vg={\frac {\partial p}{\partial z}}\,V,}
gdzie lewa strona równania jest siłą grawitacji działającą na tę objętość, zaś prawa – siłą gradientu ciśnień (zakładamy, że zmienia się ono jedynie wzdłuż osi z). Dzieląc obydwie strony przez objętość, otrzymujemy niezależny od niej warunek:
{\displaystyle {\frac {\partial p}{\partial z}}=\rho \;g.}

## Astrofizyka
Równowaga hydrostatyczna jest ważnym pojęciem w astrofizyce – w każdej warstwie gwiazdy musi panować równowaga hydrostatyczna, przez co gwiazda ani nie imploduje, ani nie eksploduje. Izotropowe pole grawitacyjne gwiazdy powoduje, że przybiera ona kształt kuli.

## Planetologia
Osiągnięcie wewnętrznej równowagi hydrostatycznej jest jednym z wymagań obecnie przyjętej definicji planety – aby dany obiekt mógł zostać sklasyfikowany jako planeta, musi on mieć wystarczającą masę, aby jego własna siła grawitacyjna pozwoliła na uzyskanie równowagi hydrostatycznej. W praktyce oznacza to, że dane ciało musi przybrać postać zbliżoną do kuli lub w przypadku niektórych ciał, na które działają zewnętrzne siły pływowe, czy szybko wirujących – elipsoidy.